# Pactes successoris
Els pactes successoris són, segons el dret civil català, aquells contractes o convenis subscrits entre vius (inter vivos), que tenen per objecte ordenar la successió per al moment de la mort (mortis causa) d'algun dels atorgants, sigui per via universal, mitjançant la institució d'hereu (anomenats heretaments), o per via particular, mitjançant la realització d'atribucions a títol particular.
El pacte d'heretament pot afavorir una o diverses persones amb la qualitat d'hereu (si l'afavorit és part del pacte) o amb la crida a l'herència (si l'afavorit no és atorgant del pacte, en quin cas la seva qualitat d'hereu només es farà efectiva en el moment de la mort del causant si el pacte no ha estat revocat pels atorgants o no ha quedat sense efecte per qualsevol altra causa).
Els pactes successoris tenen caràcter familiar, ja que hom només pot atorgar-los amb les persones següents:.
- El cònjuge o futur cònjuge.

- La persona amb qui conviu en unió estable de parella.

- Els parents en línia directa sense limitació de grau en línia col·lateral dins del quart grau, en ambdós casos tant per consanguinitat com per afinitat.

- Els parents per consanguinitat en línia directa o en línia col·lateral, dins del segon grau, de l'altre cònjuge o convivent.

La seva regulació legal, a Catalunya, és l'establerta en el Capítol I (Els pactes successoris) del Títol III (La successió contractual i les donacions per causa de mort) del Llibre IV (Successions), del Codi civil de Catalunya.